# جیمز مارتین (بازیکن فوتبال، زاده ۱۸۹۳)
جیمز مارتین (انگلیسی: James Martin؛ ۲۱ اوت ۱۸۹۳ – ۹ فوریهٔ ۱۹۴۰) بازیکن فوتبال اهل بریتانیا بود.
از باشگاه‌هایی که در آن بازی کرده‌است می‌توان به باشگاه فوتبال هارت آف میدلوتیان، باشگاه فوتبال دومبارتون، باشگاه فوتبال رنجرز، و باشگاه فوتبال پورتسموث اشاره کرد.